# Перес, Факундо Мартин
Факундо Мартин Перес (исп. Facundo Martín Pérez; род. 31 июля 1999, Кильмес, Буэнос-Айрес) — аргентинский футболист, полузащитник клуба «Ланус». 

## Клубная карьера
Перес — воспитанник клуба «Ланус». 2 февраля 2020 года в матче против «Годой-Крус» он дебютировал в аргентинской Примере. В своём дебютном сезоне Перес помог команде выйти в финал Южноамериканского кубка. 3 апреля 2021 года в поединке против «Химансии Ла-Плата» Факундо сделал «дубль», забив свои первые голы за «Ланус». 